# Pastrana (municipi)
|  | Per a altres significats, vegeu «Julia Pastrana». |

Pastrana és un municipi de la província de Guadalajara, a la comunitat autònoma de Castella-La Manxa. És la capital històrica de la comarca de La Alcarria.